# Alfred Trebchen
Alfred Trebchen (* 20. November 1915 in Dölzig, Amtshauptmannschaft Leipzig; † 16. August 2011) war ein deutscher Politiker (SPD) und Mitglied des Niedersächsischen Landtages.

## Leben
Nach dem Besuch der Volksschule absolvierte Alfred Trebchen eine handwerkliche Ausbildung als Maurer. Er engagierte sich ab 1930 in der Gewerkschaft und ab 1931 auch politisch. Im Zweiten Weltkrieg diente er in den Jahren 1936 bis 1945 in der Luftwaffe beim fliegenden Personal. Er geriet in französische Kriegsgefangenschaft, aus der 1947 wieder freikam. Danach arbeitete er in den Jahren 1947 bis 1953 in der Arbeitsverwaltung als Angestellter. Er übernahm die Geschäftsführung der Gewerkschaft ÖTV (seit 2001 ver.di) in Lüneburg.
Alfred Trebchen war in leitender Funktion in zahlreichen Gremien und Organisationen aktiv. So wirkte er im Unterbezirk Lüneburg/Harburg als SPD-Vorsitzender, war Vorstandsmitglied des Niedersächsischen Städtetages, Verwaltungsausschussmitglied im Lüneburger Arbeitsamt, Mitglied im Kreiskirchenvorstand der Evangelisch-lutherischen Kirche Lüneburg und Mitglied des Vorstandes im Verein Berlin-Dank. Im Jahr 1978 erhielt er den Ehrenring der Hansestadt Lüneburg.
Er wurde in der Stadt Lüneburg im Jahr 1961 in den Rat gewählt und war Bürgermeister, seit 1964 Oberbürgermeister. Vom 20. Mai 1963 bis 20. Juni 1970 war er Mitglied des Niedersächsischen Landtages, und zwar in der 5. Wahlperiode für den Wahlkreis Lüneburg-Land und in der 6. Wahlperiode für den Wahlkreis Lüneburg-Stadt.